# Вогулка (приток Сылвы)
Вогу́лка — река в Шалинском районе Свердловской области России, левый приток Сылвы.
Длина Вогулки составляет 113 км, площадь бассейна — 983 км².
Вогулка начинается юго-западнее посёлка Сарга. От истока течёт преимущественно на юго-запад, потом преобладающим становится направление на запад, в нижней половине поворачивает на север и постепенно смещается на северо-запад. Устье реки находится на высоте 208,5 м над уровнем моря, в 290 км по левому берегу Сылвы, на западной окраине посёлка Шамары.

## Притоки
Основные притоки (расстояние от устья):
- 9 км: Малый Лип;
- 15 км: Большой Лип;
- 21 км: Бизь;
- 36 км: Юрмыс;
- 65 км: Рубленка;
- 78 км: Куара[4].

## Данные водного реестра
По данным государственного водного реестра России, Вогулка относится к Камскому бассейновому округу, водохозяйственный участок — Сылва от истока и до устья, речной подбассейн — Кама до Куйбышевского водохранилища (без бассейнов рек Белой и Вятки), речной бассейн — Кама.
Код объекта в государственном водном реестре — 10010100812111100012463.